# Barry Otto
Barry Otto est un acteur australien né le 4 janvier 1941.

## Biographie
Barry Otto a reçu un AFI Award du meilleur second rôle pour Ballroom Dancing.
Ses filles Miranda Otto et Gracie Otto sont également actrices.
C'est aussi un artiste, amateur de peinture. Il a participé deux fois au Prix Archibald.